# Pauline Guillerm
Pauline Guillerm est une femme de lettre bretonne, autrice et comédienne, née dans les années 80 dans les environs de Perros-Guirrec.

## Biographie
Peu d’aspects de la vie de Pauline Guillerm sont connus.
Revenue s'installer au pays, elle découvre l'écriture dramatique à l'occasion d'un atelier animé par Eloi Recoing en 2009. Elle poursuit l'animation d'atelier d'écriture et en collaborant en tant que comédienne avec différentes troupes comme Cette compagnie là, Les Passeurs de paroles, Le Théatre des affinités ou encore Le Théatre du Cristal. 
Elle est lauréate avec sa pièce La Piscine, des journées de Lyon des auteurs de théâtre en 2019.

## Style
Pauline Guillerm poursuit son travail autour de la jeunesse, des trajectoires singulières et de la mer ou l'eau qui sont des éléments qui l'inspirent.

## Œuvres
- 2015 : Les amis d'Agathe M., Lansman éditeur
- 2019 : Arcadie-Resac, Lansman éditeur
- 2019 : Bleu Piscine, Lansman éditeur